# Török új líra
Az új líra Törökország és Észak-Ciprus hivatalos fizetőeszköze volt 2005-2009 között. 2005. január 1-jén vezették be, egy évig a régi és az új török líra együtt volt használatban (1 új líra 1 millió régi lírának felel meg). 2006 és 2009 az új lírát használták, melynek váltópénze az új kuruş volt. 2009-ben kibocsátották a török lírát, amely ebben az évben párhuzamosan volt használatos az új lírával, majd 2010-től már csak a török líra a hivatalos fizetőeszköz.

## Mintázat
Az új és a régi török líra külsőre megegyezett. A bankjegyeken és a pénzérméken is Mustafa Kemal Atatürk portréját, vagy történelmi épületek rajzait találjuk.
Az 50 kuruş és az 1 lírás érme külsőre nagyon hasonlít, szinte megegyezik az €1 és €2 érmékkel, ami kiváltotta az Európai Központi Bank nemtetszését és némi zavart okozott az eurózónában is, mivel kezdetekben a repülőtéren található automaták a €2 érme helyett elfogadták az 1 lírás érmét is.

## Története
Az 1970-es évektől az 1990-es évekig a rendkívül magas infláció következtében a török líra erősen meggyengült. A fejlett országokkal összehasonlítva Törökországban nagyon magas volt az infláció, de sosem érte el a hiperinflációt. Az 1960-as évek végén 1 USD 9 lírát ért, míg 2001-ben 1,65 millió lírát. Ez évi 38%-os inflációt jelentett. Recep Tayyip Erdoğan miniszterelnök ezt „nemzeti szégyennek” nevezte. 2003 decemberében a török parlament elfogadta a hat nulla levágásáról és az új török líra bevezetéséről szóló törvényt. Az új török lírával együtt két új bankjegyet is bevezettek: az 50 és a 100 lírás bankjegyet.
Az új lírát 2009. december 31-én kivonták a forgalomból.

## Érmék
| érték    | tömeg   | átmérő   | vastagság | anyag                                                          |
| -------- | ------- | -------- | --------- | -------------------------------------------------------------- |
| 1 kuruş  | 2,7 gr  | 17 mm    | 1,65 mm   | Cu: 70%, Zn: 30%                                               |
| 5 kuruş  | 2,95 gr | 17 mm    | 1,7 mm    | Cu: 65%, Ni: 18%, Zn: 17%                                      |
| 10 kuruş | 3,85 gr | 19,25 mm | 1,7 mm    | Cu: 65%, Ni: 18, Zn: 17%                                       |
| 25 kuruş | 5,3 gr  | 21,5 mm  | 1,9 mm    | Cu: 65%, Ni: 18%, Zn: 17%                                      |
| 50 kuruş | 6,9 gr  | 23,85 mm | 1,95 mm   | gyűrű: Cu: 81%, Ni: 4%, Zn: 15% mag: Cu: 75%, Ni: 15%, Zn: 10% |
| 1 líra   | 8,3 gr  | 26,15 mm | 1,95 mm   | gyűrű: Cu: 75%, Ni: 15%, Zn: 10% mag: Cu: 81%, Ni 4%, Zn: 15%  |

## Bankjegyek
| Kép    | Kép    | érték    | szín         | méret       | Leírás                | Leírás                            |
| Előlap | Hátlap | érték    | szín         | méret       | Előlap                | Hátlap                            |
| ------ | ------ | -------- | ------------ | ----------- | --------------------- | --------------------------------- |
|        |        | 1 líra   | kék          | 160 × 76 mm | Mustafa Kemal Atatürk | Atatürk-gát Şanlıurfa/Adıyamanban |
|        |        | 5 líra   | barna        | 162 x 76 mm | Mustafa Kemal Atatürk | Anıtkabir Ankarában               |
|        |        | 10 líra  | piros        | 162 x 76 mm | Mustafa Kemal Atatürk | Piri Reis 1513-as világtérképe    |
|        |        | 20 líra  | zöld         | 162 x 76 mm | Mustafa Kemal Atatürk | Epheszosz romjai                  |
|        |        | 50 líra  | narancssárga | 152 x 81 mm | Mustafa Kemal Atatürk | Kappadókia                        |
|        |        | 100 líra | kék          | 158 x 81 mm | Mustafa Kemal Atatürk | Isak pasa palotája Doğubayazıtban |

## Külső hivatkozások
- Képek az új török líráról
- Új török líra kampány (TR) (EN)
- Információk a török líráról
- Törökország bankjegyei
- Az oszmán birodalom érméi
- A Török Köztársaság bankjegyei